# Messico ai Giochi della XXIII Olimpiade
Il Messico partecipò ai Giochi della XXIII Olimpiade, svoltisi a Los Angeles, Stati Uniti, dal 28 luglio al 12 agosto 1984, con una delegazione di 99 atleti impegnati in diciotto discipline.